# Curry megye (Új-Mexikó)
Curry megye az Amerikai Egyesült Államokban, azon belül Új-Mexikó államban található. Megyeszékhelye és legnagyobb városa Clovis. Lakosainak száma 48 430 fő (2020. április 1.). Curry megye Bailey, Parmer, Deaf Smith, Roosevelt és Quay megyékkel határos.

## Szomszédos megyék
- Bailey megye
- Parmer megye
- Deaf Smith megye
- Roosevelt megye
- Quay megye

## Népesség
A megye népességének változása:
| Lakosok száma | 48 970 | 49 690 | 50 696 | 50 598 | 50 398 | 48 430 |
|               | 2010   | 2011   | 2012   | 2013   | 2015   | 2020   |